# Balbisia peduncularis
Balbisia peduncularis är en tvåhjärtbladig växtart som först beskrevs av John Lindley, och fick sitt nu gällande namn av David Don. Balbisia peduncularis ingår i släktet Balbisia och familjen Vivianiaceae. Inga underarter finns listade i Catalogue of Life.